# Карстен, Август
А́вгуст Ка́рстен (нем. August Karsten; 20 декабря 1888, Пайне — 8 мая 1981, Берлин) — немецкий политик, член СДПГ.

## Биография
Август Карстен родился в семье кучера пивоварни. В 1895—1903 годах учился в народной школе в Пайне. Зарабатывал на жизнь рабочим и извозчиком на транспортных предприятиях. В 1905 году Карстен вступил в объединение транспортных рабочих. В 1907 году в результате несчастного случая лишился ноги и соответственно трудоспособности. В июле 1914 году Карстен был назначен рабочим секретарём в Ашаффенбурге. Осенью 1917 года Карстен поступил на работу в союз металлистов в Швайнфурте. Женился в 1918 году.
В 1908 году Карстен вступил в Социал-демократическую партию Германии, в 1917 году — в Независимую социал-демократическую партию. В феврале 1918 году за руководство январской стачкой в Швайнфурте Карстен был выслан в Брюккенау на принудительное проживание. С началом Ноябрьской революции Карстен был назначен председателем совета рабочих и солдатских депутатов в Пайне. В 1919 году Карстен сначала работал комиссаром по демобилизации в Брауншвейге, затем рабочим секретарём в Пайне в июле 1919 года.
По окончании войны Карстен возглавил отделение НСДПГ в Пайне. С июля 1919 по октябрь 1923 года вновь находился на должности рабочего секретаря в Пайне. Позднее с декабря 1923 до 1933 года возглавлял имперский союз инвалидов труда и вдов, а также работал в редакции газеты Deutsche Invalidenzeitung.
Карстен был избран в рейхстаг от НСДПГ на выборах в июле 1920 года, вновь вернулся в ряды СДПГ и соответственно вошёл во фракцию СДПГ в рейхстаге. На выборах в мае 1924 года Карстен был избран депутатом рейхстага от СДПГ и неоднократно переизбирался, проработав в рейхстаге непрерывно в течение 13 лет. В июне 1933 года Карстен официально лишился парламентского мандата после запрета СДПГ.
Карстен был одним из депутатов, выступивших с речью 7 декабря 1932 года во время последнего заседания рейхстага перед приходом к власти национал-социалистов. В своей речи Карстен полемизировал против мер недавно подавшего в отставку правительства Папена. В марте 1933 года Карстен был среди 94 депутатов рейхстага, проголосовавших против принятия Закона о чрезвычайным полномочиях, ставшего основой для создания нацистской диктатуры.
После прихода к власти Гитлера в 1933 году Имперский союз инвалидов труда подвергся процедуре уравнивания, Карстен лишился своей должности и вскоре оказался под защитным арестом. После освобождения проживал в Одерберге, где у него было крестьянское хозяйство. В 1944 году Карстен был вновь арестован.
После 1945 года Август Карстен проживал в Берлине. Работал на должности казначея СДПГ, восстановленной в Советской зоне оккупации Германии, и входил в руководство партии. Ещё в 1945 году он высказывался против объединения КПГ и СДПГ в единую СЕПГ, в особенности на нижних партийных уровнях. Выступив 15 декабря 1945 года с речью в Ораниенбауме, Карстен даже был задержан представителем советской комендатуры.
Весной 1946 года Карстен был назначен казначеем СЕПГ. Летом 1948 года получил взыскание на секретном заседании правления СЕПГ за ошибки в ведении партийной кассы. В июле 1950 года был выведен из состава правления СЕПГ и больше не занимал политических постов.